# Santander Brasil
Santander Brasil ist die Tochtergesellschaft der spanischen Banco Santander in Brasilien. Die Bank eröffnete im Jahr 1982 in São Paulo eine Repräsentanz und neun Jahre später startete Santander Brasil mit den Investitionen. Heute kommen 50 Prozent des Profits der Santander Gruppe von der brasilianischen Tochtergesellschaft. Santander Brasil ist im BM&FBovespa und an der New York Stock Exchange gelistet.

## Geschäftsentwicklung
Im Jahr 1997 hat die Santander Gruppe die Banco Geral Comércio S.A. erworben. Drei getätigte Akquisitionen in den Folgejahren hat die Santander Gruppe eine Position unter den größten Finanzunternehmen in Brasilien eingebracht: im Januar 2000 erwarb der Konzern die brasilianischen Banken Banco Meridional und Banco Bozano, Simonsen. Im November des gleichen Jahres erwarb Santander eine Mehrheitsbeteiligung an der Banespa und 2008 kaufte man die Operationen der niederländischen ABN AMRO in Lateinamerika sowie die Beteiligungen an der Banco Real.
Derzeit ist Santander Brasil die dritte Privatbank, verglichen mit den Vermögenswerten, in Brasilien und die erste unter den international vertretenen Banken. 32,4 Mio. Kunden insgesamt, davon 3,6 Mio. loyale Kunden, können auf ca. 1.897 Filialen und 7.119 Geldautomaten der Santander Brasil zurückgreifen, die vor allem im Südosten Brasiliens überproportional stark vertreten ist. Im Jahr 2007 erwarb das Stammhaus Banco Santander zusammen mit der Royal Bank of Scotland und Fortis Teile der niederländischen ABN AMRO. Vor allem durch die Akquisition der Banco Real entwickelte sich eine nationale Plattform für Santander Brasil. Man ließ den Namen Banespa fallen und adoptierte Santander Brasil als Franchise.